# لاویایی نیلسن
لاویایی نیلسن (انگلیسی: Laviai Nielsen؛ زادهٔ ۱۳ مارس ۱۹۹۶) دونده اهل بریتانیا است.
وی در مسابقات کشوری و بین‌المللی در مجموع برندهٔ ۱ مدال طلا و ۳ مدال نقره شده‌است.